# Diplocentrum recurvum
Diplocentrum recurvum är en orkidéart som beskrevs av John Lindley. Diplocentrum recurvum ingår i släktet Diplocentrum och familjen orkidéer. Inga underarter finns listade i Catalogue of Life.